# Hogna nigrosecta
Hogna nigrosecta är en spindelart som först beskrevs av Cândido Firmino de Mello-Leitão1940. 
Hogna nigrosecta ingår i släktet Hogna och familjen vargspindlar. Inga underarter finns listade i Catalogue of Life.